# Tiếng Khwarezm
Tiếng Khwārezm (Tiếng Khwarezm: زڨاک‌ای خوارزم, zβ'k 'y xw'rzm; còn được gọi là tiếng Khwarazm, tiếng Chorasmia, tiếng Khorezm) là một ngôn ngữ Đông Iran có quan hệ gần gũi với tiếng Sogdia. Ngôn ngữ này được nói ở khu vực Khwarezm (Chorasmia), tập trung ở hạ lưu sông Amu Darya phía nam biển Aral (phần phía Bắc của cộng hòa Uzbekistan hiện nay và các khu vực lân cận của Kazakhstan và Turkmenistan).
Sự hiểu biết của tiếng Khwarezm bị giới hạn ở giai đoạn Trung Iran của nó và, như với tiếng Sogdia, người ta biết rất ít về dạng cổ xưa của nó. Dựa trên chữ viết của các học giả Khwarezm Al-Biruni và Zamakhshari, ngôn ngữ này được sử dụng ít nhất cho đến thế kỉ 13, khi phần lớn của nó dần bị thay thế bởi tiếng Ba Tư, cũng như một số phương ngữ của các ngôn ngữ Turk.
Các nguồn của tiếng Khwarezm bao gồm các thuật ngữ thiên văn được sử dụng bởi từ điển Ả Rập–Ba Tư–Khwarezm của al-Biruni, Zamakhshari và một số văn bản pháp lý sử dụng các thuật ngữ và trích dẫn tiếng Khwarezm để giải thích các khái niệm pháp lý nhất định, nổi bật nhất là Qunyat al-Munya của Mukhtār al-Zāhidī al-Ghazmīnī (ch. 1259/60).